# The Newz
Albums de Nazareth
The Very Best Of Nazareth
(2006) Big Dogz
(2011)
The Newz est le 21e album studio du groupe écossais Nazareth, sorti en mars 2008, dix ans après Boogaloo et la disparition du batteur Darrell Sweet en 1999.

## The Newz
- Paroles et musique : Dan McCafferty, Pete Agnew, Jimmy Murrison, Lee Agnew

1. Goin' Loco [5 min 24 s]
2. Day at the Beach [4 min 55 s]
3. Liar [6 min 43 s]
4. See Me [4 min 53 s]
5. Enough Love [5 min 49 s]
6. Warning [4 min 35 s]
7. Mean Streets [4 min 16 s]
8. Road Trip [2 min 47 s]
9. Gloria [5 min 47 s]
10. Keep On Travellin [3 min 56 s]
11. Loggin' On [4 min 47 s]
12. The Gathering [7 min 08 s]
13. Dying Breed' [4 min 04 s]
14. The Goblin King (titre caché) [4 min 17 s]

## Musiciens
- Dan McCafferty (chant)
- Jimmy Murrison (guitares)
- Pete Agnew (basse)
- Lee Agnew (batterie)

## Crédits
- Arrangements de Nazareth et Yann Rouiller
- Produit, enregistré et mixé par Yann Rouiller au Strong Reaction Music, Studio D, à Maur (Suisse)
- La batterie enregistrée au Powerplay Studio de Maur (Suisse)
- Production coordination : Christian Buchner
- Gravé par John Davies à Alchemy (Londres)
- Pochette (Photos, dessins) : Dagmar Heinrich-Hoppen (direction artistique et photos en concerts), Till Benzin (dessins, Allemagne), Mark Bryce (studio photos, Écosse)